# 4월 10일
4월 10일은 그레고리력으로 100번째(윤년일 경우 101번째) 날에 해당한다.

## 사건
- 1906년 - 고다마 겐타로 총독이 대만총독에서 물러났다.
- 1919년 -
  - 멕시코 혁명 지도자 에밀리아노 사파타 대통령이 암살당하다.
  - 대한민국 임시의정원 개원.
- 1971년 - 중화인민공화국과 미국이 핑퐁 외교를 시작하다.
- 2007년 - 원자바오 중화인민공화국 총리가 한중수교 10주년을 맞아 대한민국을 방문하였다.
- 2008년 - 쿠바의 라울 카스트로 정부는 노동자들의 근로 의욕을 자극하기 위해 생산성과 월급을 연계하는 한편 임금상한제를 폐기하기로 했다.
- 2010년 - 러시아 서부 스몰렌스크 인근에서 폴란드의 레흐 카친스키 대통령과 영부인 등 132명이 탑승한 항공기가 추락하여 탑승자 모두 사망했다.

## 문화
- 1937년 - 에어 캐나다 창립되었다.
- 1970년 - 비틀즈가 해체되다.
- 1995년 - 대한민국 충청북도 청주시 흥덕구(현 서원구) 사직동에서 청주 예술의전당이 준공 및 개관했다.
- 2012년 - 마이크로소프트에서 윈도우 비스타의 메인스트림 지원을 중단했다.

## 탄생
- 1783년 - 나폴레옹의 의붓딸 오르탕스 드 보아르네. (~1837년)
- 1847년 - 미국의 언론인, 신문 경영자 조지프 퓰리처. (~1911년)
- 1864년 - 영국 태생 독일의 피아니스트, 작곡가 외젠 달베르. (~1932년)
- 1877년 - 알프레트 쿠빈. (~1959년)
- 1897년 - 미국의 사회학자 카를 C. 짐머만. (~1983년)
- 1898년 - 대한민국의 음악가, 지휘자 홍난파. (~1941년)
- 1910년 - 대한민국의 서양화가 박영선. (~1994년)
- 1911년 - 프랑스의 정치인, 언론인 모리스 쉬망. (~1998년)
- 1913년 - 독일의 사회주의적 성향의 작가, 언론인 슈테판 하임. (~2001년)
- 1916년 - 대한민국의 화가 이중섭. (~1956년)
- 1929년 - 대한민국의 비전향 장기수 박완규.
- 1930년 - 프랑스의 배우 클로드 볼링. (~2020년)
- 1932년
  - 대한민국의 정치인 임영득.
  - 이집트의 배우 오마르 샤리프. (~2015년)
- 1933년 - 대한민국의 시인 박재삼. (~1997년)
- 1940년 - 대한민국의 방송인 박원웅. (~2017년)
- 1943년 - 미국의 배우 이디 세지윅. (~1971년)
- 1947년 - 대한민국의 문화예술인 이일구.
- 1949년 - 대한민국의 성악가 강병운.
- 1950년 - 미국의 전 야구 선수 켄 그리피 시니어.
- 1951년 - 대한민국의 공무원으로, 전직 경남 통영시장 김동진.
- 1952년 - 미국의 배우 스티븐 시걸.
- 1954년
  - 대한민국의 정치인 정운천.
  - 미국의 프로레슬링 선수 폴 베어러.
- 1956년
  - 대한민국의 성우 권희덕. (~2018년)
  - 대한민국의 프로듀서 이응진.
- 1958년 - 대한민국의 정치인 김양희.
- 1962년 - 대한민국의 배우 이남희.
- 1963년 - 대한민국의 펜싱인, 체육행정가 고낙춘.
- 1964년 - 대한민국의 정치인, 정신의학자 신의진.
- 1967년 - 대한민국의 레슬링 선수 박장순.
- 1968년
  - 대한민국의 전 야구 선수, 현 야구 코치 장종훈.
  - 대한민국의 배우 이광기.
  - 대한민국의 정치인 복기왕.
- 1969년
  - 대한민국의 전 축구 선수, 현 축구 코치 이상윤.
  - 대한민국의 배우 공형진.
  - 대한민국의 전 축구 선수 김진형.
- 1970년 - 미국의 래퍼 큐팁.
- 1971년 - 대한민국의 작곡가, 작사가 유영진.
- 1973년
  - 대한민국의 성우 김효선.
  - 대한민국의 신학자 조용석.
  - 브라질의 전 축구 선수 호베르투 카를루스.
  - 일본의 바둑 기사 나카무라 신야.
  - 대한민국의 가수, 작사가, 작곡가 박지원.
- 1974년
  - 대한민국의 가수 김정애.
  - 스웨덴의 축구인 안드레아스 안데르손.
- 1975년
  - 대한민국의 야구 선수, 해설가 전준호.
  - 대한민국의 배우 명세빈.
- 1976년
  - 대한민국의 배우 김선영.
  - 요르단의 배우, 프로듀서 사바 무바라크.
- 1977년 - 미국의 성우 스테퍼니 셰이.
- 1978년 - 대한민국의 배구 선수 신경수.
- 1979년
  - 일본의 가수, 배우 도모토 츠요시 (KinKi Kids).
  - 잉글랜드의 싱어송라이터 소피 엘리스 벡스터.
  - 미국의 영화감독 할리나 허친스. (~2021년)
- 1980년
  - 대한민국의 배우 김정욱.
  - 노르웨이의 축구 선수 잉리 옐름세트.
  - 대한민국의 앵커 황남희.
  - 대한민국의 희극인 장경희.
  - 대한민국의 배우 이태규.
- 1981년
  - 미국의 배우 마이클 피트.
  - 영국의 가수 리즈 맥라논.
  - 대한민국의 인터넷 방송인 참PD.
- 1982년 - 미국의 야구 선수 앤드리 이시어.
- 1983년
  - 대한민국의 가수, 래퍼 길미.
  - 대한민국의 배우 정운선.
  - 미국의 배우 제이미 정.
  - 미국의 배우 라이언 메리먼.
- 1984년
  - 대한민국의 배우 이태규.
  - 대한민국의 화가 김지희.
  - 미국의 가수, 배우 맨디 무어.
- 1985년
  - 중화인민공화국의 쇼트트랙 선수 왕멍.
  - 콜롬비아의 가수 J 발빈.
  - 미국의 배우 바카드 압디.
- 1986년
  - 아르헨티나의 전 축구 선수 페르난도 가고.
  - 대한민국의 배우 민서현.
  - 대한민국의 배우 신현빈.
  - 벨기에의 축구 선수 뱅상 콩파니.
  - 대한민국의 배우 정은우.
- 1987년
  - 대한민국의 가수 신소희.
  - 미국의 가수 및 배우 제시 매카트니.
  - 프랑스의 축구 선수 블레즈 마튀디.
- 1988년 - 미국의 배우 헤일리 조엘 오스먼트.
- 1989년
  - 대한민국의 배우 박보미.
  - 브라질의 축구 선수 이베르통 히베이루.
- 1990년
  - 대한민국의 배우 노행하.
  - 영국의 배우 알렉스 페티퍼.
- 1991년
  - 대한민국의 유튜버 잇섭.
  - 미국의 가수, 배우 어맨다 미샤카.
- 1992년
  - 영국의 배우 데이지 리들리.
  - 세네갈의 축구 선수 사디오 마네.
  - 대한민국의 기상캐스터 이산하.
- 1993년
  - 대한민국의 배우 배민정.
  - 대한민국의 치어리더 안지은.
- 1994년 - 대한민국의 축구 선수 강상민.
- 1996년
  - 일본의 성우 쿠로사와 토모요.
  - 덴마크의 축구 선수 안드레아스 크리스텐센.
- 1997년 - 대한민국의 바둑 기사 최재영.
- 1998년 - 대한민국의 야구 선수 이정범.
- 1999년 - 대한민국의 야구 선수 최이준.
- 2000년
  - 대한민국의 래퍼 옥시노바.
  - 프랑스의 양궁 선수 리자 바르블랭.
- 2007년 - 네덜란드의 공주 아리아너.
- 2012년 - 대한민국의 가수 겸 국악인 김태연.

## 사망
- 879년 - 프랑크 왕국의 왕 루이 2세. (846년~)
- 1421년 - 조선 태조의 4왕자 회안대군. (1364년~)
- 1813년 - 프랑스의 수학자 조제프루이 라그랑주. (1736년~)
- 1931년 - 레바논계 미국의 작가 칼릴 지브란. (1883년~)
- 1962년 - 미국의 헝가리태생 영화감독 마이클 커티즈. (1886년~)
- 1962년 - 영국의 화가이자 음악가 스튜어트 섯클리프. (비틀즈) (1940년~)
- 1982년 - 북한의 정치인 최현. (1907년~)
- 1997년 - 대한민국의 야구 선수, 야구 감독 김동엽. (1938년~)
- 2003년 - 미국의 가수 리틀 에바. (1943년~)
- 2010년 - 폴란드의 제4대 대통령 레흐 카친스키. (1949년~)
- 2018년 - 대한민국의 국회의원 양창식. (1930년~)
- 2020년
  - 일본의 영화감독 오바야시 노부히코. (1938년~)
  - 이라크의 건축가 리파트 카다르지. (1926년~)
- 2021년 - 대한민국의 정치인 서정화. (1939년~)
- 2022년 - 캐나다의 육상 선수 디자이 윌리엄스. (1959년~)
- 2024년
  - 미국의 만화가 트리나 로빈스. (1938년~)
  - 미국의 미식축구선수 O. J. 심슨. (1947년~)
- 2025년
  - 미국의 싱어송라이터 니노 템포. (1935년~)
  - 프랑스의 주교 르네 뒤퐁. (1929년~)
  - 네덜란드의 축구인 레오 베인하커르. (1942년~)
  - 영국의 소설가 피터 러브시. (1936년~)

## 기념일
- 형제 자매의 날(National sibling day): 미국

## 같이 보기
- 전날: 4월 9일 다음날: 4월 11일 - 전달: 3월 10일 다음달: 5월 10일
- 음력: 4월 10일
- 모두 보기